# Hope Brady
Pour les articles homonymes, voir Hope.
Hope Williams Brady (anciennement Welch, Black, Jennings, Hernandez et Michaels) est un personnage de fiction du feuilleton télévisé Des jours et des vies. 
Elle est interprétée par Kristian Alfonso depuis 1983. Elle et son mari, Bo Brady, forment un des couples principaux de la série.

## Caractéristiques

### Famille
- Famille Horton

- Père : Doug Williams
- Mère : Addie Horton
- Fratrie : Julie Williams
- Ex-mari : Larry Welch
- Mari actuel : Bo Brady
- Enfants avec Bo Brady : Shawn Douglas-Brady (1987), Zack Brady (2000, décédé) et Ciaran Brady (2007)

Doug Williams et Julie Williams sont mariés. Cela fait de Doug le père et beau-frère de Hope, et de Julie la soeur et belle-mère de Hope.

## Histoire du personnage
Hope Alice Williams Hernandez est née en janvier 1974. Elle est la fille de Doug Williams et Addie Horton. Durant sa grossesse, une leucémie est diagnostiquée à sa mère ; elle décide de ne pas suivre de traitement afin de ne pas mettre en danger le bébé. 
Quelques mois après la naissance de Hope, sa mère meurt dans un accident de la route. Hope en sort indemne.

## Interprètes
- Kristina Osterhout (1974)
- Kimberly Weber (1974-1975)
- Natasha Ryan (1975-1980)
- Tammy Taylor (1981-1982)
- Kristian Alfonso (1983-1987, 1990, depuis 1994)[1],[note 1]
- Mila Kunis (1994)